# Луїс Адріану
Луї́с Адріа́ну ді Со́уза да Сі́лва (порт. Luiz Adriano de Souza da Silva; нар. 12 квітня 1987, Порту-Алегрі, Ріу-Гранді-ду-Сул, Бразилія) — бразильський футболіст, нападник «Інтернасьйонала».

## Клубна кар'єра

### Початок кар'єри
Грав у бразильському клубі «Інтернасіонал», де відзначився в ході Клубного чемпіонату світу ФІФА 2006, забивши вирішальний гол у півфінальному матчі проти єгипетського клубу «Аль-Аглі» (Каїр). У фіналі турніру проти іспанської «Барселони» Луїс вийшов на заміну у другому таймі за рахунку 0:0, а на 82-й хвилині перемогу бразильській команді приніс інший гравець, який вийшов на заміну — Адріано Габіру. Виступ на турнірі привернув до молодого форварда увагу ряду європейських клубів. У сезоні 2007 року Адріану став регулярно заявлятися у матчах Ліги Гаушу, у 8 іграх він відзначився 1 забитим м'ячем. У лютому 2007 брав участь у матчах Кубку Лібертадорес 2007, у якому «Інтернасіонал» зайняв 3 місце у своїй групі і вибув із турніру.

### «Шахтар» (Донецьк)
2 березня 2007 року був придбаний донецьким «Шахтарем» за 3,5 млн євро.
Висловлював можливість зміни громадянства, щоб зіграти за збірну України.
Перші роки Луїс Адріану грав за «Шахтар» нерегулярно, у перших трьох сезонах Чемпіонату України він провів у сумі 30 матчів і забив 8 голів. Поступово Луїсу вдалося стати ключовим гравцем команди.
У сезоні 2008/09 Адріану відзначився кількома важливими голами у розіграші Кубку УЄФА. У берзні 2009 року у повторному матчі 1/8 фіналу бразилець забив другий м'яч у ворота московського ЦСКА (2:0), що дозволило українському клубу вийти у наступний раунд (попри те, що у Москві «Шахтар» поступився 0:1). У квітні бразилець приніс команді перемогу у повторному матчі проти марсельського «Олімпіка». 20 травня 2009 року Луїс Адріану вийшов у стартовому складі і забив перший м'яч у преможному фіналі Кубка УЕФА 2008/09 проти «Вердера» (перемогу «Шахтарю» у дотатковий час приніс бразилець Жадсон).
У сезоні 2009/10 нападник забив 11 м'ячів у 23 матчах чемпіонату України, а також 6 м'ячів у 12 матчах єврокубків. Зокрема, він забив 3 м'ячі у двох матчах проти «Тулузи» на груповому етапі Ліги Європи УЄФА 2009/10 («Шахтар» вибув з турніру на стадії 1/16 фіналу, поступившись «Фулхему», Луїс Адріану відзначився голом у програному матчі в Лондоні). Наступний сезон також успішно склався для бразильця: 10 голів у чемпіонаті України, 4 м'ячі у Кубку України (включаючи один з м'ячів у переможному фіналі проти київського «Динамо») і 4 м'ячі в єврокубках (три м'ячі у двох матчах Луїс Адріано забив на груповій стадії Ліги чемпіонів у ворота португальської «Браги» та ще один у матчі 1/8 фіналу проти «Роми» в Римі).
У сезоні 2011/12 Адріану втретє поспіль подолав позначку в 10 забитих м'ячів у чемпіонаті України (12 голів у 23 матчах), а також відзначився трьома м'ячами в шести матчах групового етапу Ліги чемпіонів (у ворота «Порту», «Зеніту» і АПОЕЛа), однак «Шахтар» несподівано посів останнє місце в групі і вибув з єврокубків.
20 листопада 2012 року зробив хет-трик у гостьовому матчі Ліги чемпіонів проти данського «Норшелланна» («Шахтар» переміг 5:2, тим самим забезпечивши собі вихід в плей-оф турніру). При цьому перший гол за рахунку 1:0 на користь данців був забитий після того, як Вілліан віддавав м'яч господарям поля, в дусі «фейр-плей», а Луїс перехопив м'яч і без опору з боку суперника закотив його у порожні ворота, з чим його привітав Генріх Мхітарян. Після цього послідували бурхливі протести господарів поля, а «Шахтар» не дозволив «Норшелланну» зрівняти рахунок після поновлення гри з центру поля. Вчинок Адріану і наступні дії футболістів «Шахтаря» викликали помітну реакцію європейських спортивних ЗМІ та футбольних експертів, які практично одностайно засудили дії гравців донецької команди. Це був перший випадок в історії Ліги чемпіонів, коли гравець забив м'яч у подібній ситуації. Головний тренер «Шахтаря» Мірча Луческу вибачився за гол свого підопічного. За свій гол Луїс Адріану отримав дискваліфікацію на п'ятої статті дисциплінарного статуту УЄФА («Принципи поведінки»).
У раунді плей-оф Ліги чемпіонів 2012/13 «Шахтар» програв дортмундській «Боруссії» (2:2 та 0:3), яка потім дійшла до фіналу. У чемпіонаті України в сезоні Луїс обмежився 7 голами в 19 іграх. 8 травня 2013 року Адріано відзначився дублем у півфіналі Кубка України в гостьовому матчі проти «Севастополя» (4:2).
Сезон 2013/14 став кращим для нападника в чемпіонаті України: він забив 20 м'ячів і вперше у кар'єрі став найкращим бомбардиром турніру (бразилець забив майже третина всіх м'ячів «Шахтаря» в турнірі). При цьому Луїс Адріану забив 9 м'ячів (включаючи 4 дублі) в останніх 6 матчах чемпіонату в квітні-травні 2014 року. Бразилець був визнаний найкращим футболістом чемпіонату України цілим рядом фахівців. Луїс став другим бразильцем, який став кращим бомбардиром чемпіонату України, після Брандау (сезон 2005/06).
21 жовтня 2014 року у матчі Ліги чемпіонів УЄФА проти білоруського БАТЕ Адріано відзначився п'ятьма забитими голами, повторивши досягнення Ліонеля Мессі за кількістю забитих м'ячів в одному матчі турніру. Нападник став першим, кому вдалося відзначитись чотири рази за перший тайм, до того ж він встановив новий рекорд, забивши три голи за сім хвилин. У цьому ж матчі Адріану перегнав Андрія Воробея та став найкращим бомбардиром в історії клубу.
Загалом у чемпіонаті України за кар'єру Луїс Адріано забив 77 м'ячів у 162 іграх і є найкращим бразильським бомбардиром в історії турніру.

### «Мілан»
2 липня 2015 року перейшов в італійський «Мілан» за 8 мільйонів євро, контракт розрахований строком на 5 років. Свій перший гол у складі італійського клубу бразилець забив у кубковій зустрічі у ворота «Перуджі», забезпечивши перемогу «россонері» з рахунком 2:0. У чемпіонаті Італії бразилець забив свій перший м'яч 29 серпня у ворота «Емполі», принісши перемогу міланцям (2:1). У першому таймі Луїс Адріану також зробив результативний пас на Карлоса Бакку. В цілому перший сезон Луїс провів невдало, в чемпіонаті Італії він забив лише 4 м'ячі (1 — з пенальті) в 26 матчах. Лідером нападу «Мілана» був Карлос Бакка, який забив 18 м'ячів у 38 іграх. У наступному сезоні Луїс Адріано остаточно позбувся місця в стартовому складі команди, лише зрідка виходячи на заміни.

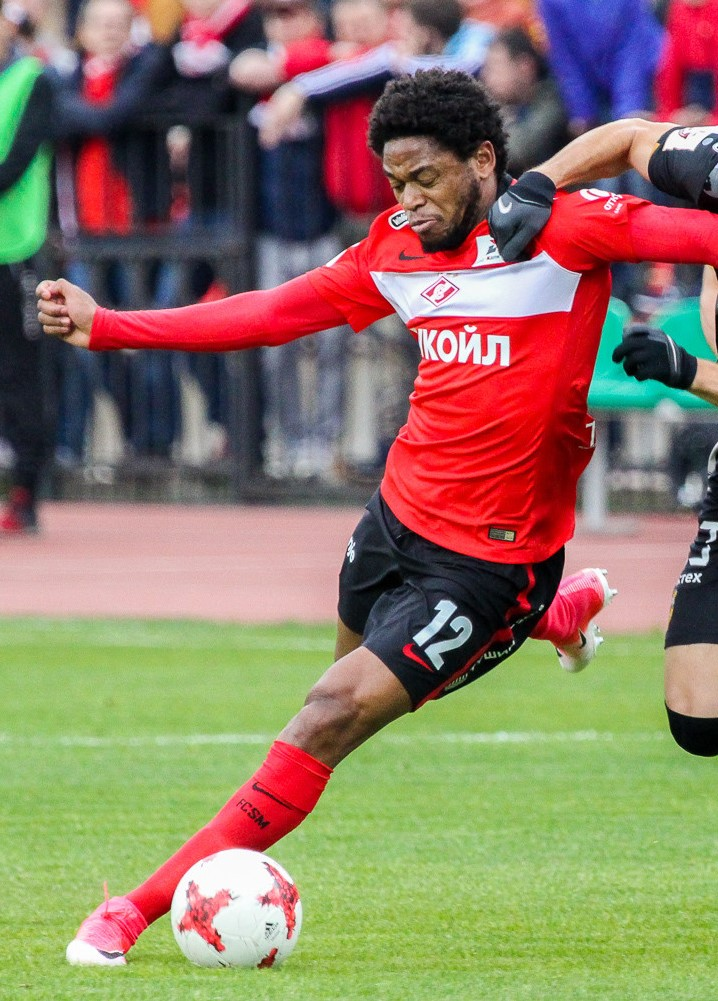
Луїс Адріано у складі «Спартака»

За підсумками 2016 календарного року італійське видання La Repubblica визнало Луїса Адріану абсолютно найгіршим гравцем у матчах чемпіонату Італії. За оцінками видання бразилець в середньому отримував оцінку 5,288 за 10-бальною шкалою в 13 зіграних матчах у 2016 році. Друге місце з результатом 5,423 бали в 13 матчах зайняв колишній захисник «Палермо» марокканець Ашраф Лазаар.

### «Спартак» (Москва)
16 січня 2017 року підписав контракт з російським клубом «Спартак». Контракт футболіста розрахований до 2020 року. Він набув чинності 25 січня 2017 року. Луїс Адріану повторив шлях свого співвітчизника і колишнього одноклубника по «Шахтарю» Фернандо, який прийшов в «Спартак» після порівняльного недовгого виступи за італійський клуб (Фернандо після «Шахтаря» грав за «Сампдорію»).
В першому офіційному матчі за клуб Луїс вийшов у стартовому складі відзначився забитим м'ячем у ворота «Краснодара» у грі чемпіонату Росії. Отримавши пошкодження в цій грі, бразилець був змушений пропустити наступний матч «Спартака» в чемпіонаті Росії.
30 квітня 2017 року, відновившись від травми, отриманої в грі з «Уфою», взяв участь у дербі проти ЦСКА і відзначився голом на 32 хвилині матчу.
У 2017 Адріану став чемпіоном Росії в складі московського клубу.

## Кар'єра в збірній
12 листопада 2014 року у віці 27 років дебютував за збірну Бразилії в товариському матчі проти Туреччини на Олімпійському стадіоні Ататюрка в Стамбулі (4:0). Тренер Дунга випустив Адріану у стартовому складі і замінив на 73-й хвилині на Роберто Фірміно з «Гоффенхайма», для якого це був дебют у збірній. 18 листопада у Відні нападник зіграв у товариському матчі проти Австрії (2:1), знову вийшовши в стартовому складі і будучи заміненим на Фірміно, який забив переможний м'яч на 83-й хвилині.
У березні 2015 року взяв участь ще у двох товариських матчах збірної Бразилії: проти Франції (3:1) і Чилі (1:0). У грі з французами на «Стад де Франс» Луїс Адріано замінив Фірміно на 88-й хвилині за рахунку 3:1. У грі проти Чилі в Лондоні на стадіоні «Емірейтс» Луїс Адріану вийшов у стартовому складі, на 60-й хвилині був замінений на Фірміно, який знову забив переможний м'яч на 71-й хвилині. Після цього Луїс за збірну не грав.

## Статистика

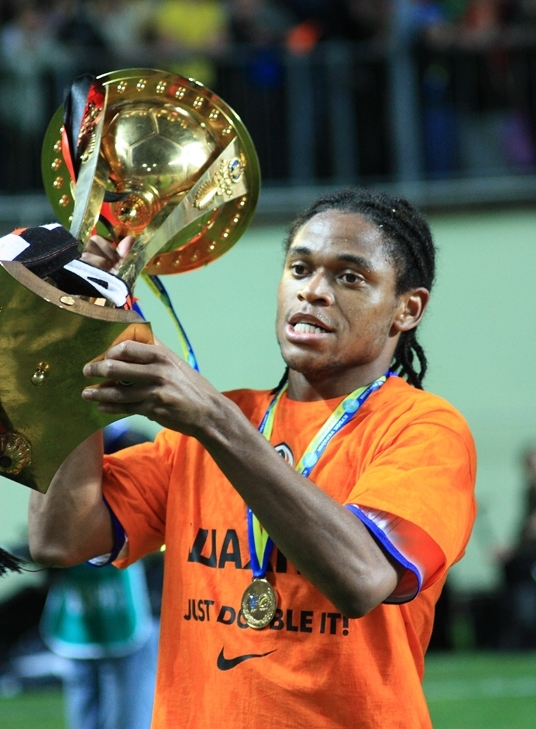
Адріано з Кубком України

Статистика виступів Луїса Адріану за станом на 20 грудня 2016 року.
| Клуб                | Сезон             | Чемпіонат | Чемпіонат | Кубок | Кубок | Конт. | Конт. | Інші  | Інші | Всього | Всього |
| Клуб                | Сезон             | Матчі     | Голи      | Матчі | Голи  | Матчі | Голи  | Матчі | Голи | Матчі  | Голи   |
| ------------------- | ----------------- | --------- | --------- | ----- | ----- | ----- | ----- | ----- | ---- | ------ | ------ |
| «Інтернасіонал»     | 2006              | 13        | 1         | 0     | 0     | 2     | 1     | 0     | 0    | 10     | 2      |
| «Інтернасіонал»     | 2007              | 8         | 1         | 0     | 0     | 1     | 0     | 0     | 0    | 14     | 1      |
| Всього              | Всього            | 21        | 2         | 0     | 0     | 0     | 0     | 3     | 1    | 24     | 3      |
| «Шахтар» (Донецьк)  | 2006-07           | 5         | 0         | 1     | 0     | 0     | 0     | 0     | 0    | 6      | 0      |
| «Шахтар» (Донецьк)  | 2007-08           | 13        | 4         | 5     | 1     | 1     | 0     | 0     | 0    | 19     | 5      |
| «Шахтар» (Донецьк)  | 2008-09           | 12        | 4         | 3     | 1     | 14    | 4     | 0     | 0    | 29     | 9      |
| «Шахтар» (Донецьк)  | 2009-10           | 23        | 11        | 1     | 0     | 12    | 6     | 0     | 0    | 36     | 17     |
| «Шахтар» (Донецьк)  | 2010-11           | 21        | 10        | 5     | 4     | 10    | 4     | 1     | 2    | 37     | 20     |
| «Шахтар» (Донецьк)  | 2011-12           | 23        | 12        | 5     | 1     | 6     | 3     | 1     | 0    | 35     | 16     |
| «Шахтар» (Донецьк)  | 2012-13           | 19        | 7         | 5     | 4     | 7     | 3     | 1     | 1    | 32     | 15     |
| «Шахтар» (Донецьк)  | 2013-14           | 25        | 20        | 5     | 2     | 8     | 3     | 1     | 0    | 39     | 25     |
| «Шахтар» (Донецьк)  | 2014-15           | 21        | 9         | 4     | 3     | 7     | 9     | 1     | 0    | 33     | 21     |
| Всього              | Всього            | 162       | 77        | 34    | 16    | 65    | 32    | 5     | 3    | 266    | 128    |
| «Мілан»             | 2015-16           | 26        | 4         | 3     | 2     | 0     | 0     | 0     | 0    | 29     | 6      |
| «Мілан»             | 2016-17           | 7         | 0         | 0     | 0     | 0     | 0     | 0     | 0    | 7      | 0      |
| '«Спартак» (Москва) | 2016-17           | 8         | 2         | 0     | 0     | 0     | 0     | 0     | 0    | 8      | 2      |
| '«Спартак» (Москва) | 2017-18           | 25        | 10        | 4     | 1     | 8     | 3     | 1     | 1    | 38     | 15     |
| Всього              | Всього            | 33        | 12        | 4     | 1     | 8     | 3     | 1     | 1    | 46     | 17     |
| Всього за кар'єру   | Всього за кар'єру | 249       | 95        | 41    | 20    | 76    | 33    | 6     | 4    | 374    | 155    |

## Титули і досягнення

### Командні
Шахтар
- Чемпіон України (6): 2007-08, 2009-10, 2010-11, 2011-12, 2012-13, 2013-14
- Володар кубка України (4): 2007-08, 2010-11, 2011-12, 2012-13
- Володар Кубка УЄФА (1): 2008-09
- Володар Суперкубка України (5): 2008, 2010, 2012, 2013, 2014

Мілан
- Володар Суперкубка Італії з футболу (1): 2016
- Фіналіст Кубка Італії: 2015-16

Спартак
- Чемпіон Росії (1): 2017

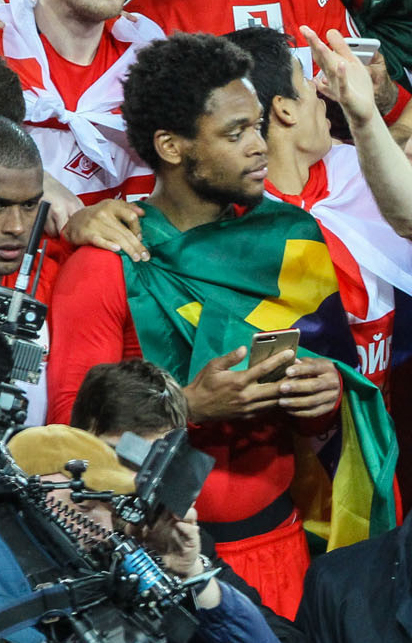
Луїс на святкуванні чемпіонства Росії

- Володар Суперкубка Росії (1): 2017

Палмейрас
- Володар Кубка Лібертадорес (2): 2020, 2021
- Володар Кубка Бразилії (1): 2020

### Збірні
- Чемпіон Південної Америки (U-20): 2007

### Особисті
- Найкращий гравець «Шахтаря»: 2014 (жовтень)

### Рекорди
- Найкращий бомбардир в історії «Шахтаря»
- Найбільша кількість м'ячів у матчі Ліги Чемпіонів (з Ліонелем Мессі)